# Voodoo Child: The Jimi Hendrix Collection
Voodoo Child: The Jimi Hendrix Collection è un doppio album compilation che raccoglie i brani più famosi e celebrati di Jimi Hendrix dal 1966 al 1970. Il disco è stato pubblicato l'8 maggio 2001 dalla MCA Records.
Il primo disco comprende registrazioni in studio mentre il secondo è costituito da tracce live. Nell'album, un greatest hits alquanto particolare, oltre ai successi sono contenute anche svariate versioni alternative di brani celebri, e materiale precedentemente inedito (almeno ufficialmente).

## Tracce
Tutti i brani sono opera di Jimi Hendrix, eccetto dove indicato.

### Disco 1 (Studio)
1. Purple Haze – 2:50
2. Hey Joe (Roberts) – 3:30
3. The Wind Cries Mary – 3:20
4. Fire – 2:43
5. Highway Chile (Alternate Recording) – 3:39
6. Are You Experienced? – 4:14
7. Burning of the Midnight Lamp – 3:39
8. Little Wing – 2:24
9. All Along the Watchtower (Alternate Recording) (Bob Dylan) – 3:59
10. Crosstown Traffic – 2:12
11. Voodoo Child (Slight Return) – 5:12
12. Spanish Castle Magic (Alternate Recording) – 5:48
13. Stone Free (Alternate Recording) – 3:43
14. Izabella – 2:46
15. Stepping Stone – 4:07
16. Angel – 4:21
17. Dolly Dagger – 4:44
18. Hey Baby (New Rising Sun)  – 6:04

### Disco 2 (Live)
1. Fire – 3:33
2. Hey Joe (Roberts)  – 6:46
3. I Don't Live Today – 6:45
4. Hear My Train A Comin' – 11:00
5. Foxey Lady – 4:25
6. Machine Gun – 11:36
7. Johnny B. Goode (Berry) – 4:45
8. Red House – 8:00
9. Freedom – 4:06
10. Purple Haze – 3:55
11. The Star Spangled Banner (Key, Smith) – 3:43
12. Wild Thing (Taylor) – 7:41